# Jacques Maumont
Jacques Robert Maumont (* 29. September 1924 in Paris; † 13. April 2006 in Sarcelles) war ein französischer Tontechniker und Oscarpreisträger.

## Leben und Wirken
Maumont begann bei Kriegsende 1945 seine berufliche Ausbildung und wurde 1947 von Jacques Tati zum Film geholt, wo er als Assistent am Ton von dessen Komödie Tatis Schützenfest beteiligt gewesen war. 1959 stieg er bei einem Kurzfilm von Jean-Luc Godard zum Cheftontechniker auf. In den kommenden drei Jahrzehnten sorgte Maumont bei einer Fülle von zum Teil hochwertigen Unterhaltungsfilmen für den guten Ton und arbeitete in dieser Zeit mit den führenden Regisseuren des Landes wie François Truffaut, Louis Malle, Alain Resnais und Robert Bresson zusammen. 1987 zog er sich aus der Branche zurück und ging in den Ruhestand.
Jacques Maumont wurde mehrfach für Filmpreise nominiert: 1963 erhielt er für die von ihm zwei Jahre zuvor bei dem zum Teil in Frankreich gedrehten US-Kriegsfilm Der längste Tag gestalteten, tonlichen Spezialeffekte einen Oscar. 1978 nahm er einen César für den Ton bei dem bereits 1975 gedrehten Resnais-Film Providence in Empfang. Weitere César-Nominierungen folgten 1983 für Entscheidung am Kap Horn, 1984 für Garçon – Kollege kommt gleich und 1985 für Liebe bis in den Tod.

## Filmografie (Auswahl)
- 1959: Alle Jungen heißen Patrick (Charlotte et Véronique, ou Tous les garçons s’appellent Patrick)
- 1959: Außer Atem (À bout de Souffle)
- 1960: Der kleine Soldat (Le petit Soldat)
- 1961: Eva und der Priester (Léon Morin, prêtre)
- 1961: Eine Geschichte des Wassers (Une histoire d’eau)
- 1961: Der längste Tag (The Longest Day)
- 1961: Mittwoch zwischen 5 und 7 (Cléo de 5 à 7)
- 1962: Die Geschichte der Nana S. (Vivre sa vie)
- 1962: Kriss Romani
- 1963: Abenteuer in Rio (L’homme de Rio)
- 1963: Der Besuch
- 1964: De l’amour
- 1964: Eine verheiratete Frau (Une femme mariée)
- 1964: Fantomas (Fantômas)
- 1964: Der Zug (Le train)
- 1964: Bei Oscar ist ’ne Schraube locker (Un drôle de caïd)
- 1965: Leben im Schloß (La vie de château)
- 1965: Made in USA
- 1965: Die Geschöpfe (Les Créatures)
- 1965: Die Paras – Goldstaub in der Luft (Objectif 500 millions)
- 1966: Meine Nerven, Deine Nerven (Tant qu’on a la santé)
- 1966: Die Mädchen von Rochefort (Les Demoiselles de Rochefort)
- 1967: Tatis herrliche Zeiten (Playtime)
- 1967: Asterix und Kleopatra (Astérix et Cléopâtre)
- 1968: La Chamade – Herzklopfen (La chamade)
- 1968: Blaue Gauloises (Les Gauloises blaues)
- 1969: Meine Nacht bei Maud (Ma nuit chez Maud)
- 1969: Clérambard
- 1969: Cannabis – Engel der Gewalt (Cannabis)
- 1969: Hello – Goodbye
- 1969: Borsalino
- 1970: Tisch und Bett (Domicile conjugal)
- 1970: Musketier mit Hieb und Stich (Les Mariés de l’an II)
- 1971: Die dummen Streiche der Reichen (La Folie des grandeurs)
- 1971: Wir werden nicht zusammen alt (Nous ne vieillirons pas Ensemble)
- 1972: Der unsichtbare Aufstand (État de siège)
- 1972: Brutale Schatten (Un homme est mort)
- 1972: Tim und der Haifischsee (Tintin et le Lac aux requins)
- 1972: Sex-Shop
- 1973: Wo bitte ist die 7. Kompanie geblieben? (Mais où est donc passée la septième compagnie?)
- 1973: Die tollen Charlots – wo die grünen Nudeln fliegen (Le Grand Bazar)
- 1973: O.K. Patron
- 1974: Der große Blonde kehrt zurück (Le retour du grand blond)
- 1974: Die Ohrfeige (La Gifle)
- 1974: Eiskalt wie das Schweigen (Les Seins de glace)
- 1974: Sondertribunal – Jeder kämpft für sich allein (Section spéciale)
- 1974: Angst über der Stadt (Peur sur la ville)
- 1975: Black Moon
- 1975: Die schönen Wilden (Le Sauvage)
- 1975: Die Geschichte der Adèle H. (L’Histoire d’Adèle H.)
- 1975: Providence (UA: 1977)
- 1975: Seven Nights in Japan
- 1975: Taschengeld (L’Argent de poche)
- 1976: Der Körper meines Feindes (Le Corps de mon ennemi)
- 1976: Der Mann, der die Frauen liebte (L’homme qui aimait les femmes)
- 1977: Rollenspiele (Réperages)
- 1977: Ein Moment der Verwirrung (Un moment d’égarement)
- 1977: Der Teufel möglicherweise (Le diable probablement)
- 1978: Die Klassenlehrerin (La Clé sur la porte)
- 1978: Der Sanfte mit den schnellen Beinen (La Carapate)
- 1978: Straßen nach Süden (Les Routes du sud)
- 1978: Das grüne Zimmer (La Chambre verte)
- 1978: Mädchenjahre (L’Adolescente)
- 1978: Liebe auf der Flucht (L’Amour en fuite)
- 1979: Don Giovanni
- 1979: I wie Ikarus (I comme Icare)
- 1979: Die Polizistin (La Femme Flic)
- 1979: Der Loulou (Loulou)
- 1979: Rette sich, wer kann (das Leben) (Sauve qui pest (la vie))
- 1979: Atlantic City
- 1979: Mein Onkel aus Amerika (Mon oncle d’Amérique)
- 1980: Der Regenschirmmörder (Le Coup du parapluie)
- 1980: Die letzte Metro (Le Dernier Métro)
- 1980: Clara und die tollen Typen (Clara et les Chics Types)
- 1980: Possession
- 1981: Entscheidung am Kap Horn (Les Quarantièmes rugissants)
- 1981: Begegnung in Biarritz (Hôtel des Amériques)
- 1981: Eine Angelegenheit unter Männern (Une affaire d’hommes)
- 1981: Die Frau nebenan (La Femme d’à côté)
- 1981: Feuer und Flamme (Tout feu, tout flamme)
- 1982: Die Legion der Verdammten (Les Misérables)
- 1982: Das Geld (L’Argent)
- 1983: Auf Liebe und Tod (Vivement dimanche !)
- 1982: Der Buschpilot (L’Africain)
- 1983: Der Rammbock (Le Ruffian)
- 1983: Garçon – Kollege kommt gleich (Garçon !)
- 1983: Unter Frauen (Vive les femmes !)
- 1983: Die Glorreichen (Les Morfalous)
- 1983: Kleiner Spinner (P’tit con)
- 1983: Dog Day – Ein Mann rennt um sein Leben (Canicule)
- 1983: Emmanuelle IV
- 1984: Liebe bis in den Tod (L’Amour à mort)
- 1984: Die Günstlinge des Mondes (Les favoris de la lune)
- 1985: Asterix – Sieg über Cäsar (Astérix et la Surprise de César)
- 1985: Die Kunst, verliebt zu sein (Escalier C)
- 1986: Mélo
- 1986: Wer hat dem Rabbi den Koks geklaut? (Lévy et Goliath)
- 1987: Das Leben ist schön (La vie est belle)